# The Boston Strangler
The Boston Strangler is een Amerikaanse film van Richard Fleischer die werd uitgebracht in 1968. 
Het scenario is gebaseerd op het waargebeurde verhaal van de 'Wurger van Boston', een beruchte seriemoordenaar, en op de gelijknamige roman (1966) van Gerold Frank.

## Verhaal
Tussen 1962 en 1964 wordt Boston opgeschrikt door een hele serie vrouwenmoorden. Al van bij de eerste moord op een gewurgde oude vrouw is er niet het minste spoor van de dader. Ook omtrent het motief tast men in het duister. Nog twaalf andere vrouwen worden op een gelijkaardige manier om het leven gebracht.
Hoofddetective John S. Bottomly wordt op de zaak gezet. Er komt eindelijk schot in de zaak wanneer de jonge Dianne Cluny een overval overleeft en zich herinnert dat ze in de hand van haar aanrander heeft gebeten. 
Op een dag wordt een zekere Alberto DeSalvo, een eenvoudige loodgieter, door de politie betrapt op inbraak. Hij houdt vol onschuldig te zijn. Hij wordt daarna overgebracht naar een kliniek om er een psychiatrisch onderzoek te ondergaan. Bottomly bevindt zich toevallig ook in die kliniek en hij bemerkt dat de binnengebrachte verdachte een gewonde hand heeft. Tijdens het daaropvolgende verhoor sluit het net zich langzamerhand rond DeSalvo. Het blijkt onder andere dat hij lijdt aan een dissociatieve identiteitsstoornis.

## Rolverdeling
| Acteur          | Personage                     |
| --------------- | ----------------------------- |
| Tony Curtis     | Albert DeSalvo                |
| Henry Fonda     | John S. Bottomly              |
| George Kennedy  | inspecteur Phil DiNatale      |
| Mike Kellin     | Julian Soshnick               |
| Hurd Hatfield   | Terence Huntley               |
| Murray Hamilton | sergeant Frank McAfee         |
| Jeff Corey      | John Asgeirsson               |
| Sally Kellerman | Dianne Cluny                  |
| William Hickey  | Eugene T. O'Rorke             |
| James Brolin    | sergeant-inspecteur Phil Lisi |